# Kvinnors förening för kvinnlig utbildning
Kvinnors förening för kvinnlig utbildning (grekiska: Σύλλογος των Κυριών επί της γυναικείας παιδεύσεως) på engelska även kallad för Society for Promoting Women's Education, Ladies Association in Favor of Women's Education, Ladies Association for the Education of Women eller Association of Ladies for Female Education var en kvinnoförening i Grekland, grundad 1872 i Aten av Kalliopi Kehajia. 

## Historik
Föreningen föregicks av Association for Women's Education i Konstantinopel 1871.[källa behövs]
Syftet var att verka för kvinnors rätt till utbildning. Vid denna tid fanns ett mycket begränsat antal skolor för flickor i Grekland, även om Arsakeion arbetat med frågan sedan 1830-talet. Det fanns ingen kvinnorörelse, men manliga grekiska intellektuella hade börjat lyfta den då västeuropeiska idén om att kvinnor borde utbildas av patriotiska och nationella skäl i sin egenskap av mödrar-lärare av nästa generation. När kvinnopressen började uppstå i form av de första kvinnotidningarna, Thaleia (1867-68) av Penelope Lazaridou och Eurydice (1870-71) av Emilie Ktena-Leondias, togs denna fråga upp som den första fråga som togs upp i offentlig debatt om kvinnors rättigheter i Grekland, och som blev början till kvinnorörelsen genom grundades av föreningen. 
Tillsammans med donationer från greker boende utomlands spelade föreningen en stor roll för att utvidga tillgången till utbildning för flickor genom öppnandet av flickskolor runtom i landet under 1870-talet. En rent feministisk organisation för kvinnors rättigheter uppstod dock inte förrän med Union for the Emancipation of Women 1894.